# 日本黄花茅
日本黄花茅（学名：Anthoxanthum odoratum var. nipponicum）为禾本科黄花茅属下的一个变种。

## 扩展阅读
- 維基物種上的相關：日本黄花茅